# György Pálfi
Dans le nom hongrois Pálfi György, le nom de famille précède le prénom, mais cet article utilise l’ordre habituel en français György Pálfi, où le prénom précède le nom.
György Pálfi (né le 11 avril 1974 à Budapest) est un réalisateur et scénariste hongrois.

## Biographie
György Pálfi est diplômé de l'École supérieure d'art dramatique et cinématographique (Színház- és Filmművészeti Főiskola) de Budapest en 1999.

## Filmographie

### Comme réalisateur
- 1997 : A Hal (court métrage)
- 2000 : Valaki kopog (série télévisée), épisode Ördöglakat
- 2000 : clip de la chanson Helló, Édes! du groupe Jazz+Az
- 2002 : Hic (de crimes en crimes) (Hukkle)
- 2003 : Jött egy busz (film collectif), segment Táltosember
- 2006 : Taxidermie (Taxidermia)
- 2008 : Született lúzer (série télévisée), épisodes Az ember legjobb barátja et Ászpóker (sous le pseudonyme de George Paulson)
- 2009 : Nem vagyok a barátod
- 2009 : Nem leszek a barátod (court métrage documentaire)
- 2012 : Hungary 2011 (segment - film collectif)
- 2012 : Final Cut (Final Cut - Hölgyeim és uraim)
- 2014 : Free Fall (Szabadesés)
- 2018 : His Master's Voice
- 2018 : Mindörökké

### Comme scénariste
- 2002 : Hic (de crimes en crimes) (Hukkle)
- 2003 : Jött egy busz (film collectif), segment Táltosember
- 2006 : Taxidermie (Taxidermia)
- 2009 : Nem vagyok a barátod
- 2009 : Nem leszek a barátod (court métrage documentaire)
- 2012 : Hungary 2011 (segment - film collectif)
- 2012 : Final Cut (Final Cut - Hölgyeim és uraim)

### Autres fonctions
- 2000 : Valaki kopog (série télévisée), épisode Az írógép (consultant)
- 2000 : Valaki kopog (série télévisée), épisode Ördöglakat (monteur)
- 2001 :Vademberek (assistant réalisateur)
- 2012 : Final Cut (Final Cut - Hölgyeim és uraim) (producteur)

## Récompenses et distinctions

### Récompenses
Pour Hic :
- Prix du cinéma européen 2002 : découverte européenne de l'année
- Semaine Hongroise du Film (Magyar Filmszemle) 2002 : Prix du meilleur premier film et Prix « Gene Moskowitz » de la critique
- Festival du film de San Sebastián 2002 : Meilleur nouveau réalisateur (mention spéciale)
- Festival du cinéma est-européen de Cottbus 2002 : Prix du public, Mention spéciale du Prix FIPRESCI, Prix de la première œuvre (jury étudiant), Prix spécial (pour la contribution artistique, prix partagé avec le directeur de la photographie Gergely Pohárnok)
- Festival du film de Santa Fe : Prix Luminaria du meilleur film
- Festival international du film de Hong Kong 2003 : Phœnix d'or
- Festival de Paris-Île-de-France 2003 : Mention spéciale
- Festival international du film de Sochi 2003 : Rose d'or
- Prix « László B. Nagy » des critiques de film hongrois 2003

Pour Taxidermie :
- Festival de Sundance 2004 : Prix NHK Filmmakers (10 000 $) pour aider le film en préproduction
- Festival international du film de Transylvanie 2006 : Meilleur réalisateur
- Semaine Hongroise du Film (Magyar Filmszemle) 2006 : Grand Prix et Prix « Gene Moskowitz » de la critique

### Nominations
Pour Hic :
- Festival du film de Bogota 2003 : meilleur film
- Festival du film européen de Bruxelles 2003 : Iris d'or
- Festival de Paris-Île-de-France 2003 : Grand Prix

Pour Taxidermie :
- Festival de Cannes 2006 : sélection officielle Un certain regard
- Festival du cinéma est-européen de Cottbus 2006: Grand Prix